# Флору (Олт)
Флору (рум. Floru) насеље је у Румунији у округу Олт у општини Икоана. Oпштина се налази на надморској висини од 135 m.

## Становништво
Према подацима из 2002. године у насељу је живело 641 становника, од којих су сви румунске националности.